# Epanastasis sophroniella
Epanastasis sophroniella is een vlinder uit de familie dominomotten (Autostichidae). De wetenschappelijke naam is, als Holcopogon sophroniellus, voor het eerst geldig gepubliceerd in 1895 door Hans Rebel.
Deze vlinder komt voor in Europa.

## Naam
Bij de publicatie van de naam van het geslacht Epanastasis, in 1908, gaf Walsingham aan dat die een transliteratie was van het Griekse έπαναστασίς, rebel. Dat woord heeft in het Grieks het vrouwelijk geslacht (ή έπαναστασίς), en de auteur nam de typesoort Holcopogon sophroniellus in het geslacht op als Epanastasis sophroniella, waarmee hij aangaf dat het grammaticaal geslacht inderdaad vrouwelijk was. Sommige bronnen, waaronder Fauna Europaea, vermelden de soort als Epanastasis sophroniellus, wat niet in overeenstemming is met de protoloog van de naam van het geslacht, en niet met de regels voor de grammatica. Hier is daarom de protoloog gevolgd, en wordt het epitheton met een vrouwelijke uitgang gespeld.

## Andere combinaties
- Holcopogon sophroniellus Rebel, 1895
- Encrasima sophroniella (Rebel, 1895)

## Synoniemen
- Symmoca aegrella Walsingham, 1908[2]
  - Chersogenes aegrella (Walsingham, 1908)